# Lynn Harrell
Lynn Harrell (New York, 30 gennaio 1944 – New York, 27 aprile 2020) è stato un violoncellista statunitense.

## Biografia
Harrell è nato da dei genitori musicisti di New York: il padre era il baritono Mack Harrell e sua madre, Marjorie McAlister Fulton (1909-1962), era una violinista.  All'età di otto anni inizia a suonare il violoncello. A 12 anni la sua famiglia si trasferì a Dallas, in Texas, dove studia con Lev Aronson (1912-1988). Dopo aver frequentato la High School di Denton, Harrell ha studiato alla Juilliard School di New York e poi presso il Curtis Institute of Music di Philadelphia. I suoi insegnanti di violoncello sono stati Leonard Rose ed Orlando Cole. Debutta nel 1961 con la New York Philharmonic alla Carnegie Hall. Perde il padre, malato di cancro, a 15 anni, nel 1960, mentre nel 1962 perde anche la madre in seguito ad un incidente d'auto. A 18 anni entra nell'Orchestra di Cleveland diretta da George Szell fino al 1971.

## Carriera professionale
Harrell ha fatto il suo debutto in recital a New York nel 1971, e da allora si è esibito a livello internazionale come solista, musicista da camera e solista con orchestre. È stato in diverse scuole e conservatori musicali, tra cui la Royal Academy of Music di Londra, l'Aspen Music Festival, il Cleveland Institute of Music e la Juilliard School.
È stato direttore musicale della Los Angeles Philharmonic Institute (1988-1992). Dal 1986 al 1993 ha ricoperto la carica di cattedra di Violoncello presso la USC Thornton School of Music di Los Angeles, dopo Gregor Piatigorsky. Più recentemente è stato nella facoltà della Scuola di Musica di Shepherd presso l'Università Rice fino al suo pensionamento, nella primavera del 2009. Sua moglie è la violinista Elena Nightengale, hanno due figli, Hanna e Noah. Ha due figli dal suo primo matrimonio con la giornalista e scrittrice Linda Blandford. Harrell precedentemente suonava un violoncello di Domenico Montagnana del 1720 che ha comprato con i proventi delle proprietà dei suoi genitori e anche il violoncello Stradivari Du Pré del 1673 che apparteneva alla violoncellista britannica Jacqueline du Pré. Dal 1985 al 1993 ha ricoperto la Cattedra Internazionale per violoncello presso la Royal Academy of Music di Londra e nel 1993 è diventato direttore della Royal Academy di Londra, incarico che ha ricoperto fino al 1995. Nel 2001 l'Orchestra sinfonica di Dallas ha stabilito in suo onore il Lynn Harrell Concerto Competition. La missione del concorso è quella di individuare e favorire al massimo livello i giovani talenti musicali nel centro-sud degli Stati Uniti. Il concorso è aperto ai violinisti e pianisti fino ai 18 anni provenienti da Texas, Nuovo Messico, Oklahoma, Arkansas e Louisiana.

## Discografia parziale
- Bach, Suites vlc. n. 1-6 - Harrell, 1982 Decca
- Bach/Handel: Sonatas for Viola da gamba - Igor Kipnis/Lynn Harrell, 1988 Decca
- Beethoven, Piano Trios Vol. 1 e Vol. 2 - Perlman/Harrell/Ashkenazy, EMI - Grammy Award for Best Chamber Music Performance 1988
- Brahms, Mendelssohn: Cello Sonatas - Bruno Canino/Lynn Harrell, 2004 Decca
- Debussy: Violin Sonata, Cello Sonata/Ravel: Piano Trio - Itzhak Perlman/Lynn Harrell/Vladimir Ashkenazy, 1995 Decca
- Haydn and Vivaldi: Cello Concertos - Lynn Harrell, 2001 EMI/Warner
- Herbert: Cello Concertos - Academy of St. Martin in the Fields/Lynn Harrell/Sir Neville Marriner, 1988 Decca
- Lalo: Cello Concerto; Saint-Saëns: Cello Concerto No. 2 - Lynn Harrell/Radio-Symphonie-Orchester Berlin/Riccardo Chailly, 1985 Decca
- Rachmaninov Prokofiev Shostakovich, Son. vlc. e pf./Quint. pf. - Harrell/Ashkenazy/Fitzwilliam, 1984/1988 Decca
- Shostakovich: Cello Concerto No. 1 - Bloch: Schelomo - Bernard Haitink/Julia van Leer-Studebaker/Lynn Harrell/Royal Concertgebouw Orchestra, 1986 Decca
- Schubert, Trii pf. n. 1-2 - Ashkenazy/Zukerman/Harrell, Decca
- Tchaikovsky, Piano Trio - Perlman/Harrell/Ashkenazy, 1980 EMI - Grammy Award for Best Chamber Music Performance 1982
- Andante cantabile - Cello Encores - Lynn Harrell/Bruno Canino, 2006 Decca
- Duos for Violin & Cello - Lynn Harrell/Nigel Kennedy, 2000 EMI